# Eohypochthonius gracilis
Eohypochthonius gracilis är en kvalsterart som först beskrevs av Arthur P. Jacot 1936.  Eohypochthonius gracilis ingår i släktet Eohypochthonius och familjen Hypochthoniidae. Inga underarter finns listade i Catalogue of Life.